# Henry Sylvester Williams
Henry Sylvester Williams (Arouca (Trinitat i Tobago) 15 de febrer de 1869 - Trinitat, 26 de març de 1911) fou un advocat, conseller i escriptor. Fou un trinitatenc preeminent de finals del segle xix i principis del segle xx. Sobretot és conegut per la seva involucració en el projecte del moviment panafricà. Va viatjar a la Gran Bretanya el 1896, on va formar l'Associació Africana, que va lluitar contra el paternalisme, el racisme i l'imperialisme. Ell creia que l'home negre havia de tenir la seva pròpia veu i havia d'ésser independent respecte als seus afers.